# الزليقة (صحار)
الزليقة منطقة سكنية تقع في ولاية صحار، التابعة لمحافظة شمال الباطنة في سلطنة عمان. يقدر عدد سكانها بـ 8 نسمة حسب إحصاء عام 2010 التابع للمركز الوطني للإحصاء والمعلومات الحكومي. رمز المنطقة هو 60130242.

## الوصلات الخارجية
- المركز الوطني للإحصاء والمعلومات، سلطنة عمان